# Hallingby
Hallingby är en tätort i Ringerike kommun i Buskerud fylke i Norge. Orten ligger vid Europaväg 16, cirka 15 kilometer norr om staden Hønefoss och utgjorde tidigare centralort i dåvarande Ådals kommun.